# وليد حبوش
وليد حبوش (1962 -)، إعلامي عراقي.
بدأ حياته كمطرب ثم أتجه فيما بعد إلى أغاني الأطفال وتقديم البرامج الخاصة بهم ومن أشهر برامجه على الإطلاق برنامج الأطفال ذو الشعبية الواسعة نادي هيلاهوب
استنفذ الفنان وليد حبوش، عشرين سنة في العمل للاطفال، انجز خلالها برامج كثيرة، نال عنها جوائز عديدة منها عربية وعالمية.
بدأ حياته بالعزف على آلة القانون واحبب العزف على هذه الآلة، التي وجدها قريبة من نمط الالات الثلاث الأخرى، التي عزف عليها، بل تحتويها، فالقانون آلة موسيقية واسعة في ادائها، ولكن المشكلة وجد أنه لا توجد أماكن محترمة يمارس فيها الموسيقي هوايته وحرفته، سوى العزف في الملاهي الليلية وراء مطربين من الدرجة العاشرة، يغنون لجمهور مسطول. حيث رفض هذا المبدأ...
كان يطمح حبوش، للارتقاء عالمياً بآلة القانون، التي واجه عدم ترحيب بها، مطلع التسعينيات من قبل القائمين على الإذاعة والتلفزيون ذلك الوقت.
في العام 1990 اعتزل وليد العزف وراء المطربين . وجلس في البيت حتى اسس فرقة للاطفال العام 1992 وساعدته والدته بتصميم الدمى وصديقتها رضية التميمي، حيث بدأ بالفرقة ودماها مع قسم برامج الأطفال في تلفزيون العراق، وخرج بالأطفال من الاطر التقليدية لبرامج الأطفال الحديثة، وقام بدبلجت الأفلام الكارتونية العالمية إلى اللهجة العامية العراقية، وحقق برنامجه (هيلاهوب) شعبية كبيرة وواسعة بين الأطفال فنجحت التجربة وتبناها تلفزيون الشباب ومنظمة اليونسيف التي كلفته بيوم كامل من برنامج(هيلا هب) الذي صار ناديا في ما بعد وتواصل نجاحه لمدة ثماني سنوات .
حالياً يتفرغ وليد حبوش في اذاعة سومر اف ام للطفولة طوال الاسبوع بواقع ثلاث ساعات يومياً. يقدم خلالها للاطفال برامج خدمية ومعلوماتية ومنوعة ورياضة ويحيط(الطفل) علماً بالأحداث من حوله .
كما يقدم وليد برنامج (فرافيشو مع ليدو) على قناة آشور الفضائية يستضيف فيه مطربين ويطرح مسابقات ويقدم للمشاهدين اغاني عراقية قديمة ولكن حلمه لا زال يراوده ان يجد يجد قناة فضائية تتبنى برنامجه إعادة الشهير نادي هيلاهوب.